# Hohenschwärz (Gräfenberg)
Hohenschwärz ist ein Gemeindeteil der Stadt Gräfenberg im Landkreis Forchheim (Oberfranken, Bayern).

## Geografie
Das Dorf liegt in der naturräumlichen Landschaftseinheit Wiesentalb etwa dreieinhalb Kilometer nördlich des Ortszentrums von Gräfenberg auf einer Höhe von 486 m ü. NHN. Das Dorf liegt auf einem zur Nördlichen Frankenalb gehörenden Hochplateau, das im Nordosten von der Trubach und im Südwesten vom Oberlauf der Schwabach begrenzt wird.

## Geschichte

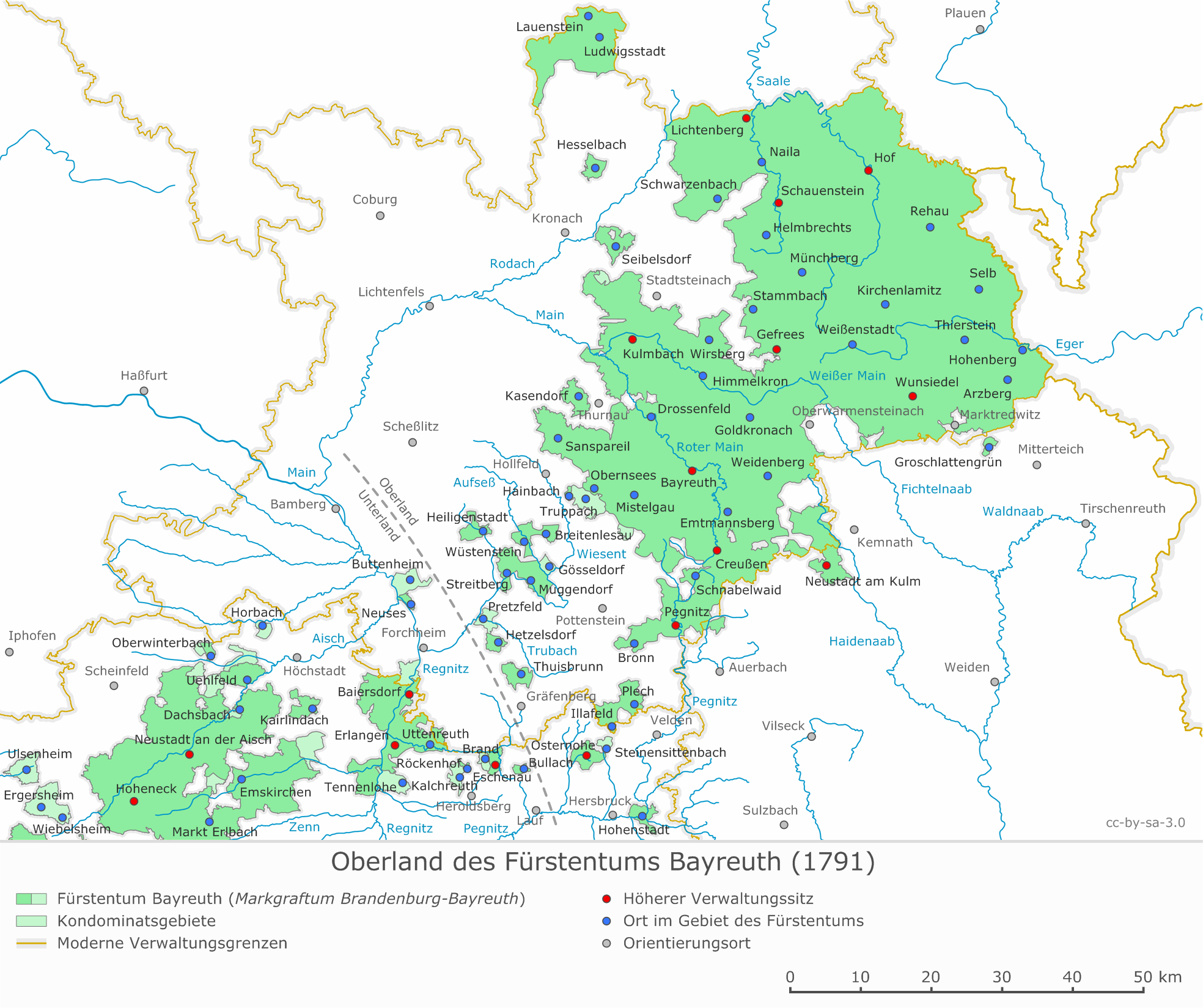
Das Oberland des Fürstentums Bayreuth mit dem Vogtamt Thuisbrunn im Südwesten

Der erste Namensbestandteil des Dorfes deutet darauf hin, dass in Ortsnähe früher sumpfiges Gelände lag, das althochdeutsche Wort „hor“ (Genitiv: „horwes“), bedeutete kotiger Boden, Schmutz, Sumpf. Der zweite Namensbestandteil schwärz bezieht sich auf die Färbung des Bodens und deutet damit ebenfalls auf schwarzen Sumpfboden hin.
Bis zum Ende des Mittelalters war Hohenschwärz im Besitz reichsunmittelbarer Grundherren, in der frühen Neuzeit gelangte es unter die Landeshoheit des Markgraftums Brandenburg-Bayreuth. Dieses ordnete den Ort seinem Vogteiamt Thuisbrunn zu, das die am weitesten südwestlich gelegene Exklave des brandenburg-bayreuthischen Oberlandes bildete. Das Vogtamt übte bis zum Beginn des 19. Jahrhunderts die Dorf- und Gemeindeherrschaft aus, die Hochgerichtsbarkeit oblag dem zur Reichsstadt Nürnberg gehörenden Pflegamt Hiltpoltstein. Die Grundherrschaft über alle 20 Anwesen des Ortes hatte das ebenfalls brandenburg-bayreuthische Amt Streitberg inne.
In der Folgezeit blieben diese Verhältnisse weitgehend unverändert, bis der letzte hohenzollernsche Markgraf Karl Alexander gegen eine Leibrente auf seine Herrschaftsgebiete verzichtete und diese 1791/1792 dem Königreich Preußen übergab. Das Königreich bildete aus den zersplitterten Gebietsteilen das von Ansbach aus verwaltete Territorium Ansbach-Bayreuth. Im Rahmen des mit dem Kurfürstentum Bayern abgeschlossenen Haupt-Landes-Grenz- und Purifikationsvergleichs trat das preußische Königreich dann unter anderem das gesamte Vogtamt Thuisbrunn an das Kurfürstentum ab, wodurch auch Hohenschwärz bayerisch wurde.
Durch die Verwaltungsreformen zu Beginn des 19. Jahrhunderts im Königreich Bayern wurde Hohenschwärz mit dem Zweiten Gemeindeedikt im Jahr 1818 ein Teil der Ruralgemeinde Thuisbrunn. Im Zuge der Gebietsreform in Bayern wurde nahezu die gesamte Gemeinde Thuisbrunn am 1. Mai 1978 in die Stadt Gräfenberg eingemeindet. Zu Beginn des Jahres 2019 hatte das Dorf 184 Einwohner.

## Verkehr
Die Anbindung an das öffentliche Straßennetz wird hauptsächlich durch die aus dem Norden von Thuisbrunn kommende Kreisstraße FO 32 hergestellt. Diese führt nach dem  Ort in südsüdöstlicher Richtung weiter und mündet nach etwas mehr als einem halben Kilometer in die Staatsstraße St 2191 ein. Daneben verbindet eine Gemeindeverbindungsstraße den Ort mit dem südwestlich gelegenen Nachbarort Neusles.